# بينونو
كعكة البِيُوس أو البِيُنونو (بالإنجليزية: Pionono) معجنات حلوة أو مالحة مختلفة من غرناطة وإسبانيا ومنطقة البحر الكاريبي وأمريكة الجنوبية والفلبين . سميت على اسم البابا بيوس التاسع بالإسبانية ، Pío Nono

## الصور

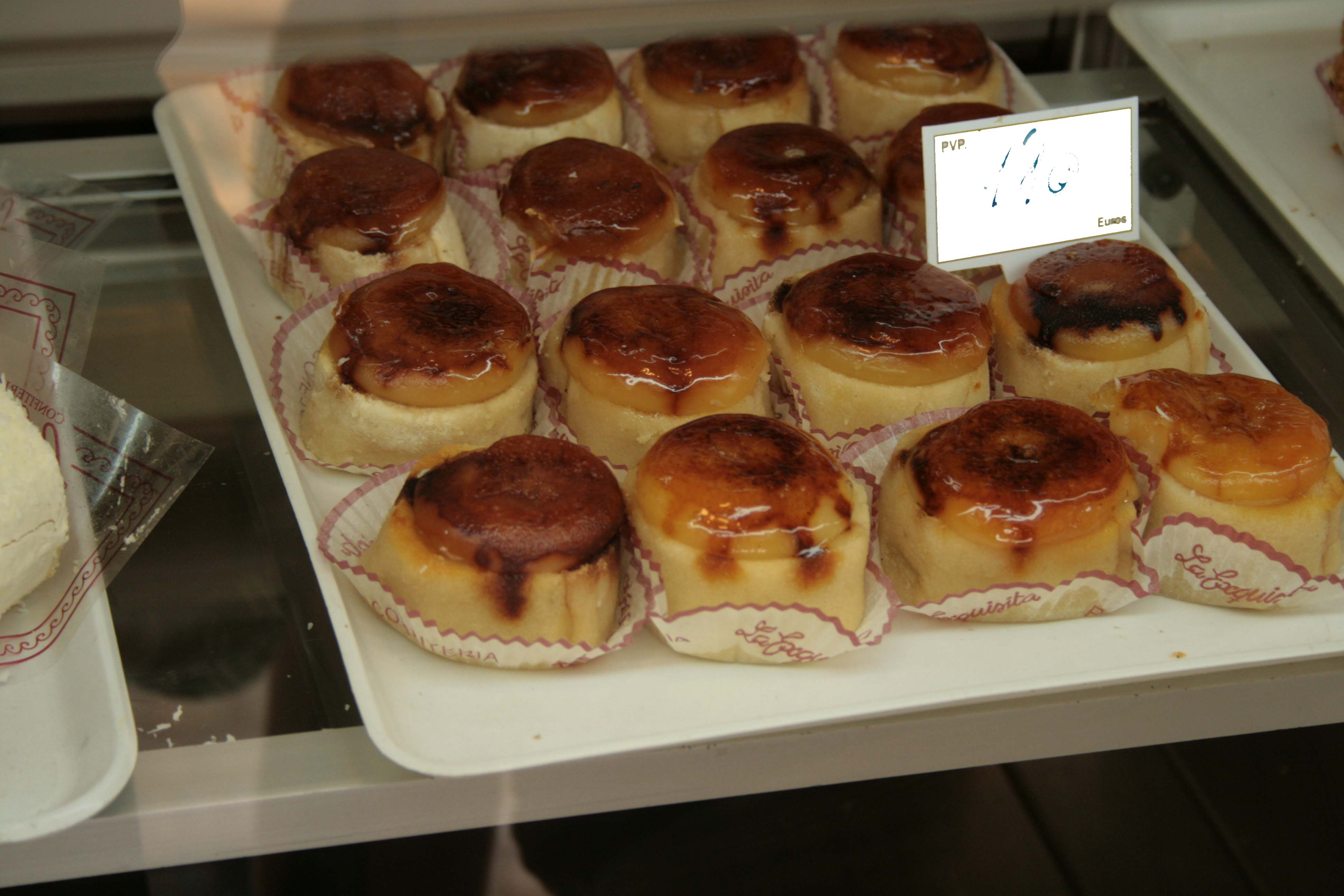
بينونو مالقة
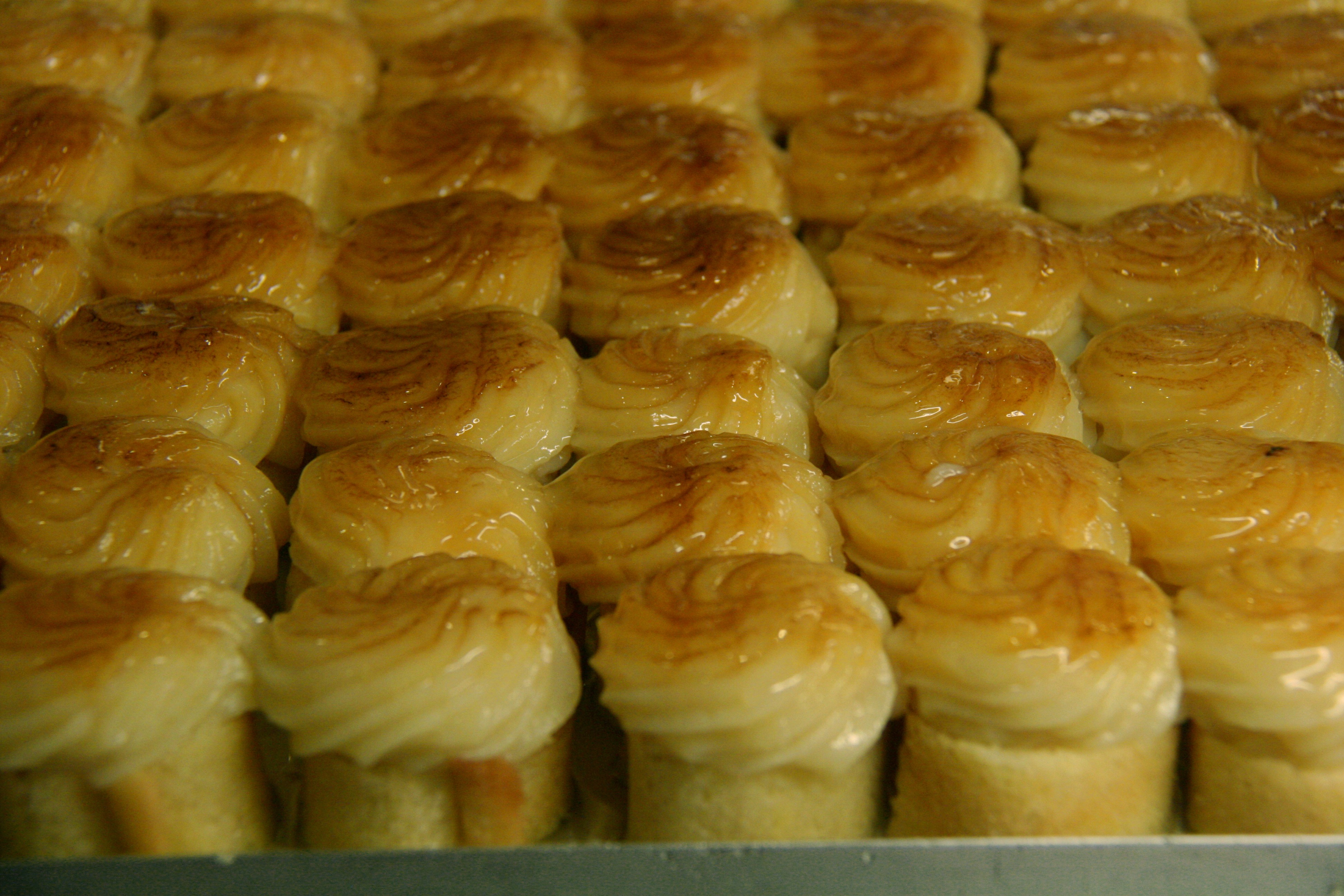
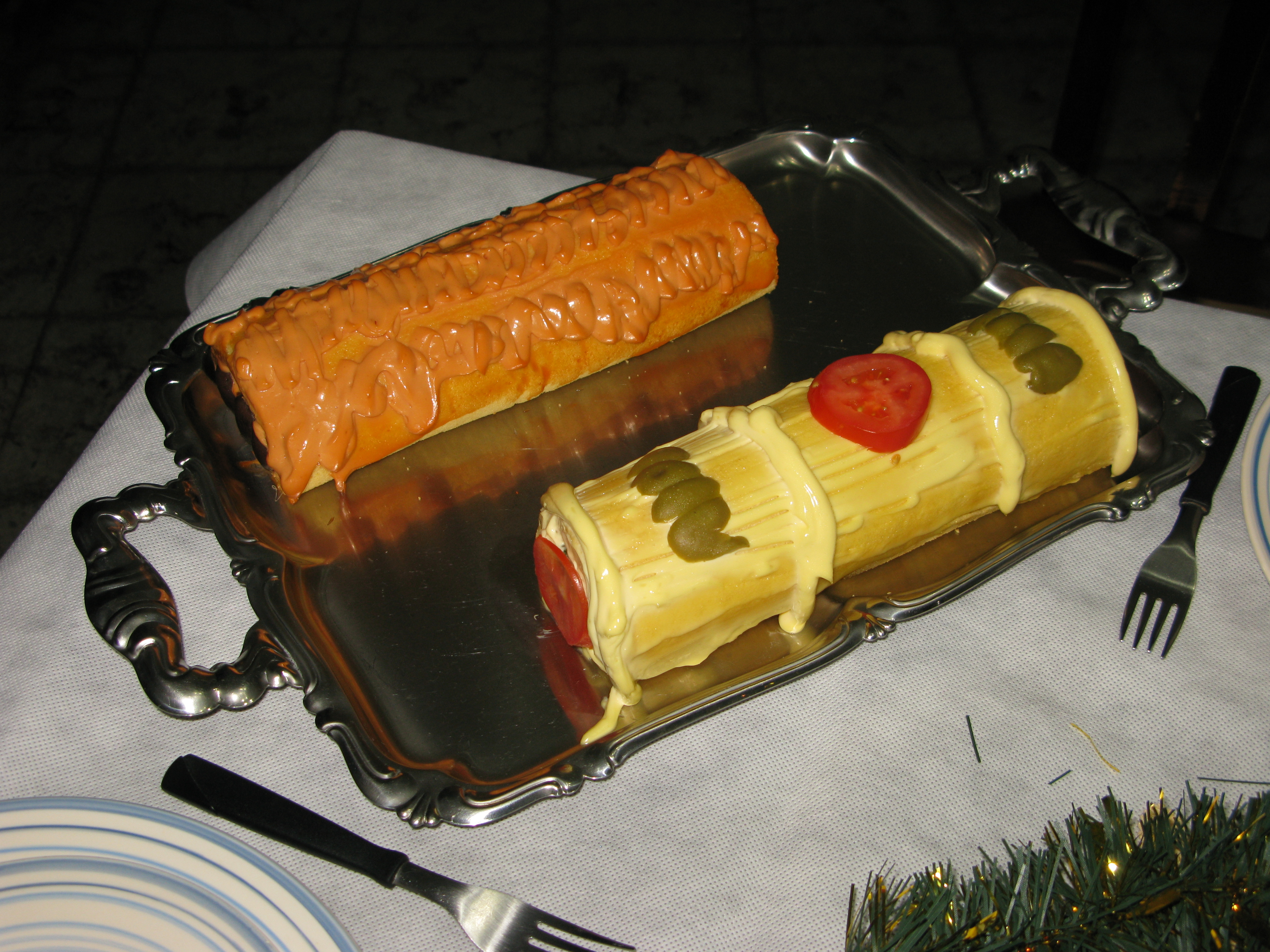
بينونو محلية الصنع من الأرجنتين
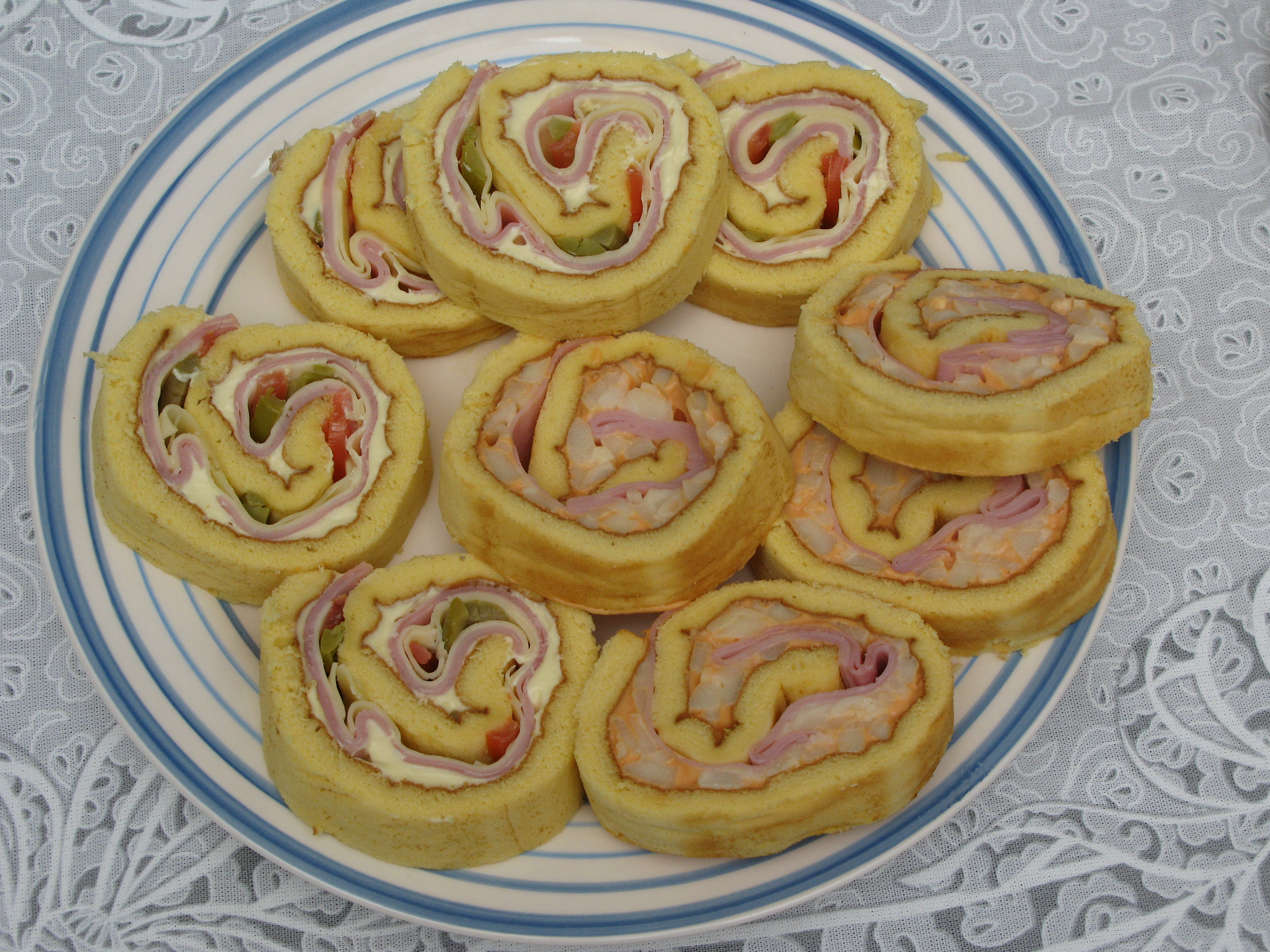
شرائح بينونو أرجنتينية لذيذة ، مع لحم خنزير ، جبنة ، صلصة غُلف وخضروات
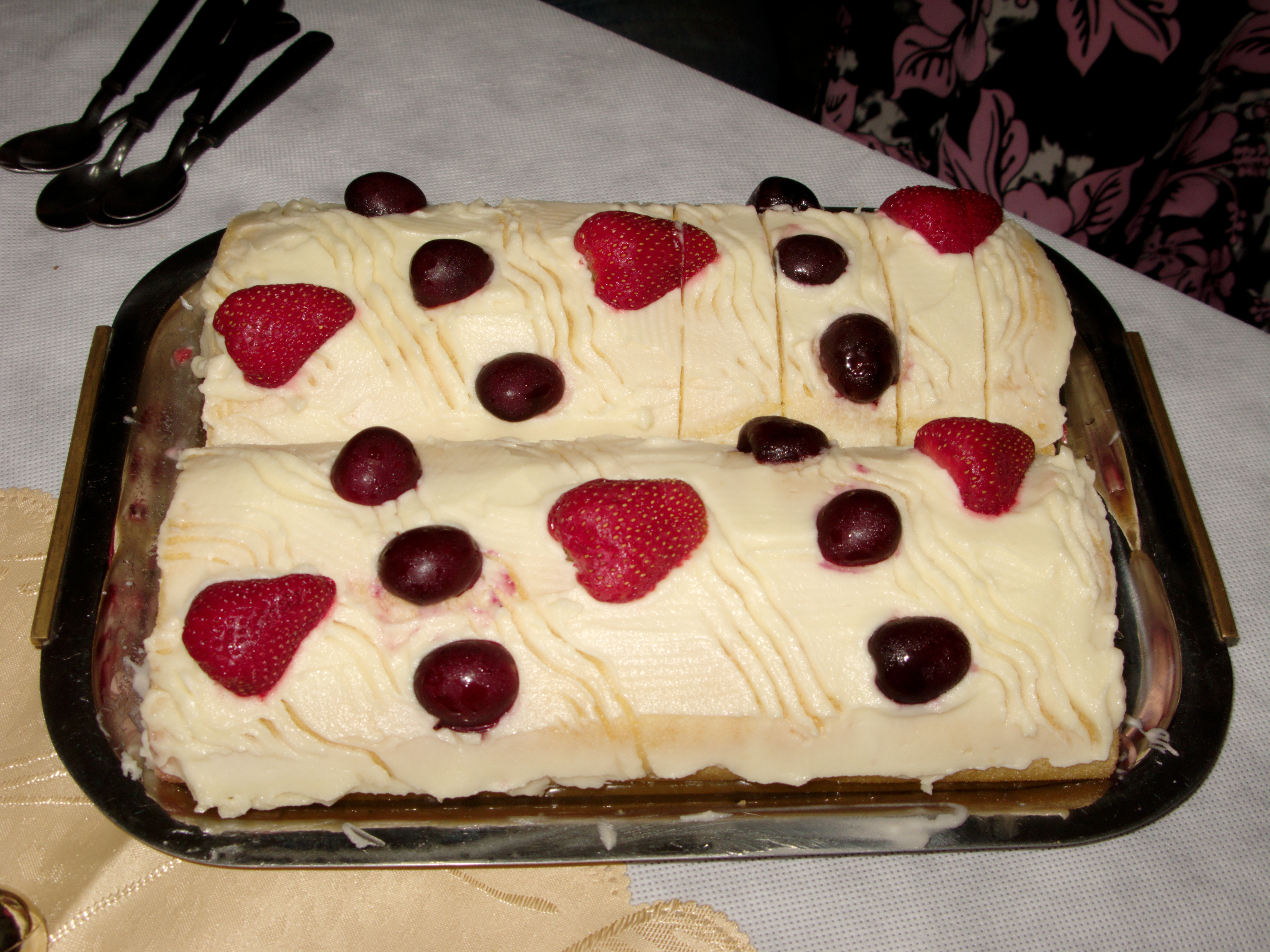
بينونو الأرجنتيني الحلو
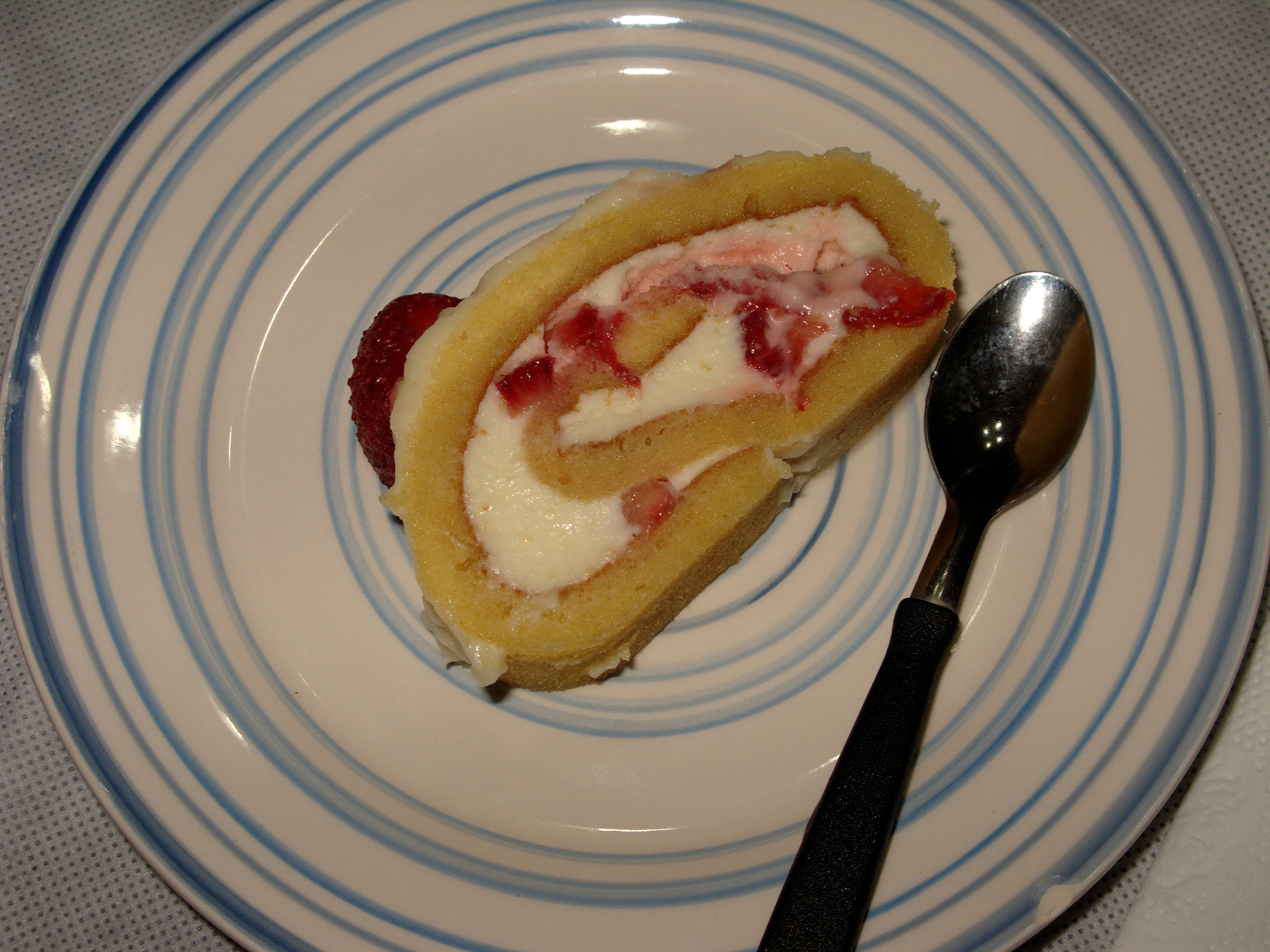
شرائح بينونو أرجنتينية حلوة
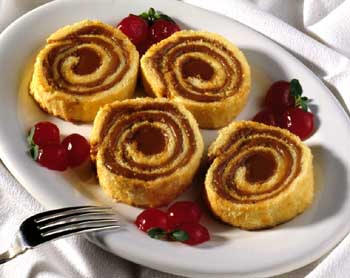
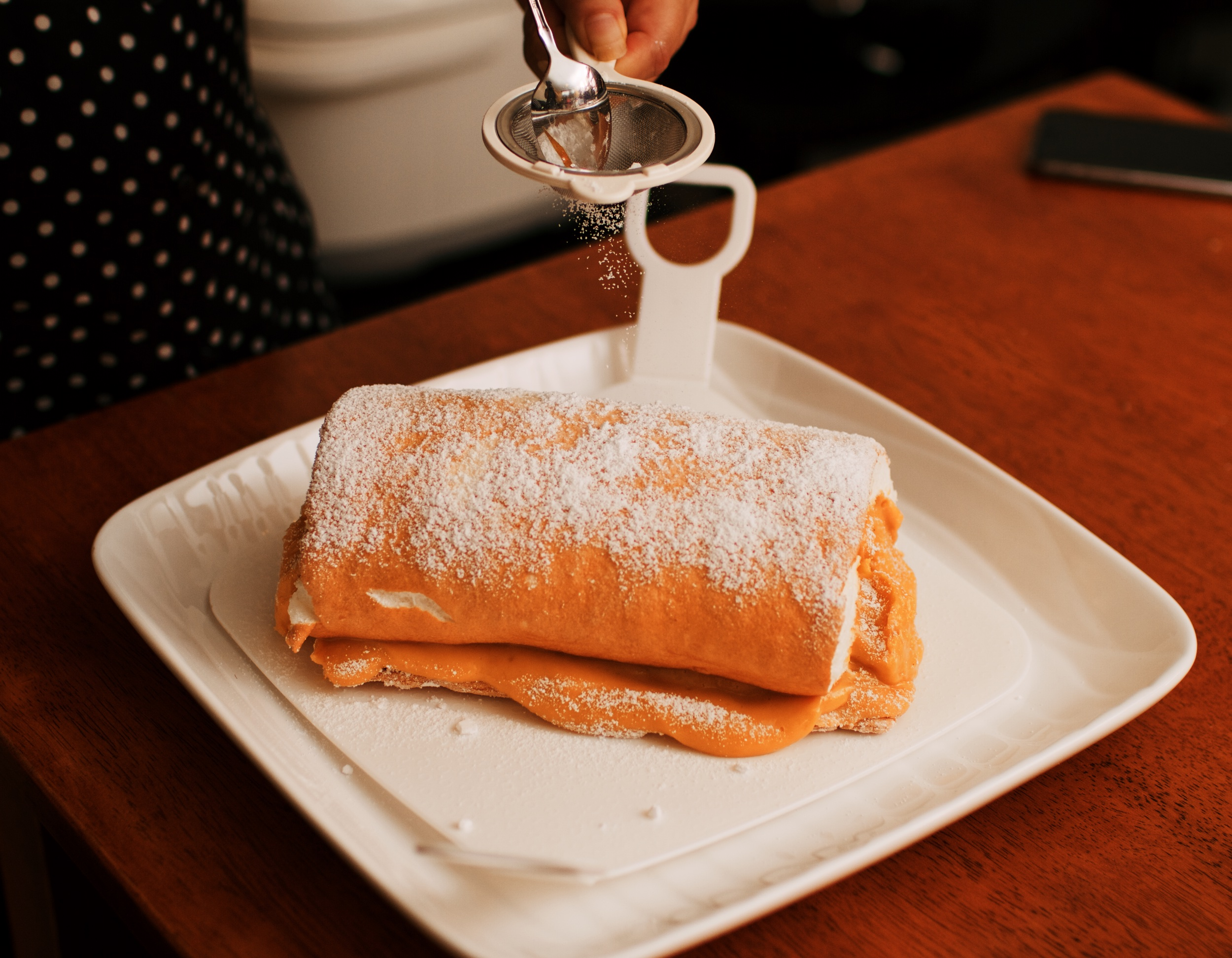
من الفلبين
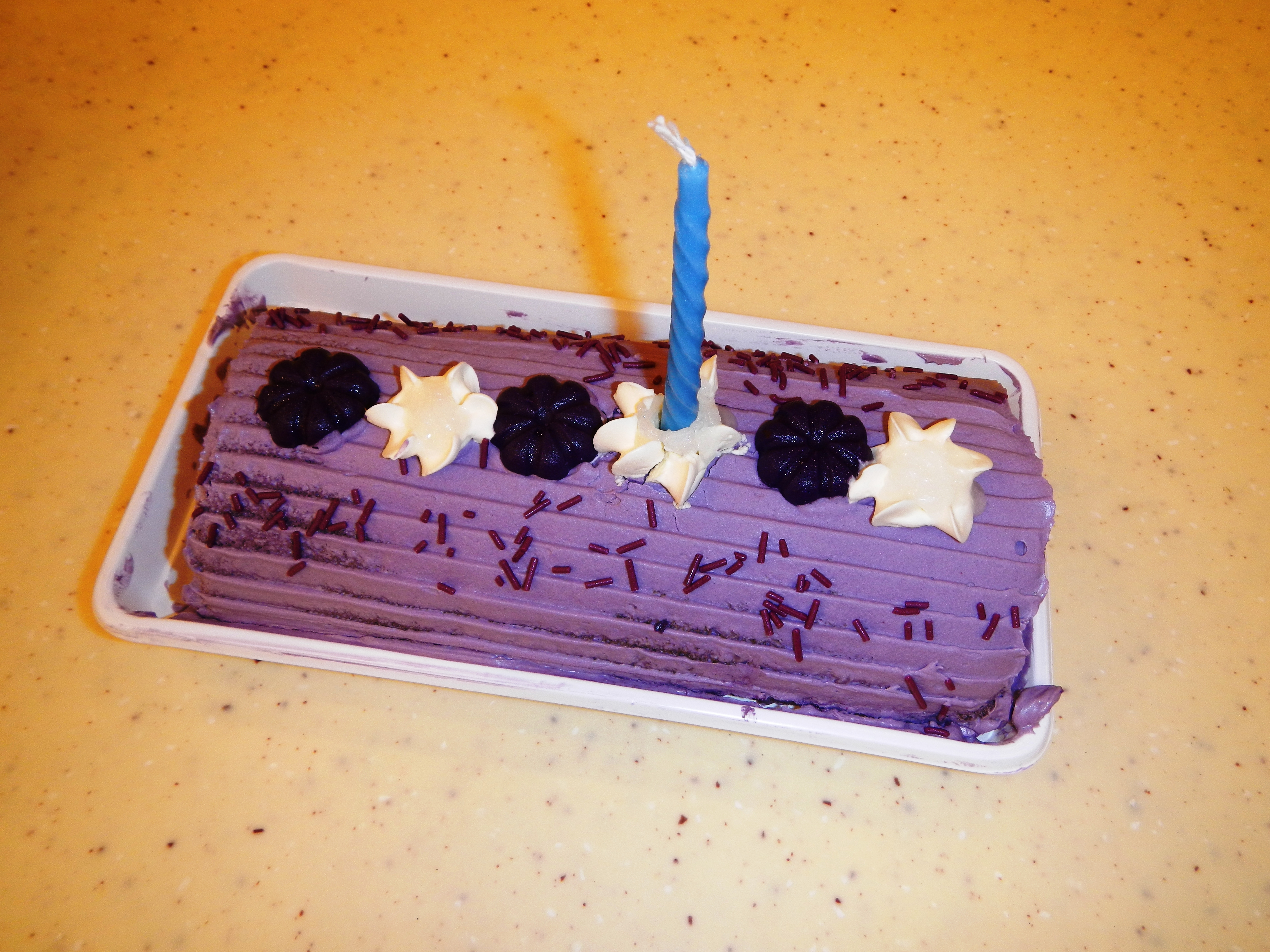
بينونو من الفلبين بحلاوة الأوبة